# Rosa Zaragoza Juncá
Rosa Zaragoza Juncà (Arenys de Mar, 18 de setembre de 1964) és una advocada i política catalana, diputada al Congrés dels Diputats en la VII Legislatura.
Llicenciada en Dret, ha treballat com a oficial del Registre de la Propietat d'Arenys de Mar. Fou escollida regidora de l'ajuntament d'Arenys de Mar pel Partit Popular de Catalunya a les eleccions municipals espanyoles de 1999 i 2003. En 2003 va substituir en el seu escó Josep Piqué i Camps, elegit a les eleccions generals espanyoles de 2000, quan decidí presentar-se a les eleccions al Parlament de Catalunya. Ha estat Vocal de la Comissió d'Agricultura, Ramaderia i Pesca del Congrés dels Diputats. A les eleccions municipals espanyoles de 2007 fou escollida novament regidora d'Arenys de Mar pel PP.
A les eleccions municipals espanyoles de 2015 es presentà com a cap de llista de Ciutadans a l'ajuntament d'Arenys de Mar, però no fou escollida.